# تقاطع (هندسة وصفية)
التقاطع في الهندسة الوصفية يشير إلى كيان مشترك (نقطة، خط) بين كيانين أو أكثر (خطوط، مستويات)، الذي يمكن ان يكون على نفس المستوى أو في الفراغ، أخذين بعين الاعتبار الكيانات الهندسية ألانهائية(نقطة∞،خط∞، مستوى∞). على سبيل المثال، نقطة التقاطع Q بين خط r ومستوى α، هي نقطة تنتمي إلى r وأيضاً إلى α.
نقطة التقاطع هي النقطة التي تتشكل عند تقاطع خطين ينتميان إلى ذات المستوي، أو بين خط ومستوى أو بين ثلاثة مستويات متقاطعة.

## نقطة تقاطع بين خطين
- نقطة التقاطع بين خطين ج خ يمكن أن تكون:
  - نقطة نهائية (أو حقيقية)، عندما تكون الزاوية بينهما أكبر من صفر.
  - نقطة لانهائية (أو خيالية)، عندما تكون الزاوية بينهما = صفر، أي عندما ج خ يكونان متوازيين.

### نقطة تقاطع بين خط ومستوى
لتحديد نقطة التقاطع بين خط r مع مستوى معلوم α ينبغي استخدام مستوى مساعد β بحيث يمر بالخط ويقطع الفا بخط ثاني s. وبما ان الخطوط r s ينتمون إلى نفس المستوى β، فهم يتقاطعان في النقطة المطلوبة Q.
غالبا ما يكون المستوى المساعد المستخدم رأسي؛ ذلك لأن الأثر الأول للمستوى β يتطابق مع الإسقاط الأول s1 لخط التقاطع s ويتطابق أيضاً مع r1 وهذا يسهل عملية تحديد خط التقاطع s بين المستويين α β.
نقطة تقاطع Q بين خط مستقيم r وسطح مستوي α، يمكن ان تحدد بالطريقة التالية:
- نستخدم مستوى مساعد بيتا بحيث يمر بالخط ويقطع المستوى وفقا لخط ثاني.
- نجد النقطة المطلوبة Q كتقاطع بين الخط المعلوم r والخط المحدد s.

في الحالة التي نجد فيها أن الخط s يوازي الخط r، هذا يعني أن r يوازي المستوى المعلوم α ولذلك فنقطه تقاطعهما هي نقطة لانهائية.

## نقطة تقاطع بين ثلاثة اسطح مستوية
هذة يمكن ان تكون نهائية عندما لا يوجد توازي بين تلك المستويات, أو لانهائية عندما يكون هناك توازي بين اثنين أو بين جميع المستويات.
مثلاً نقطة التقاطع النهائية بين ثلاثة مستويات يمكن ان نلاحظها بالنظر إلى الزاوية العليا أو السفلى لاي غرفة.

### مثل رسم (1)
معلوم الإسقاط الاكسونومتري والمونجي لخط عام r ولمستوى عام α. المطلون تحديد نقطة التقاطع بينهما في كلا الإسقاطين المونجي والاكسنومتري.

#### الاجراء في الاسقاط الاكسونومتري
1. نمرر بالخط r المستوى الرأسي المساعد β
  1. الأثر الأول t'β للمستوى بيتا يتطابق مع المسقط الأول r1 للخط المعلوم r
2. نحدد خط التقاطع s بتوصيل النقط D و E
  1. نجد نقاط التقاطع D1 و E1 بين t'β والمسقط الأول لخطين (ِA1_B1 و A1_C1) ينتمون لألفا
  2. نجد النقطة D كتقاطع بين الخط ِA_B والخط الرأسي المار بالنقطة D1
  3. بالمثل, نجد E كتقاطع بين الخط A1_C1 والرأسي المار بالنقطة D1.
  4. نصل النقاط E D بينهما, وهكذا نحدد خط التقاطع بين المستوى الرأسي المساعد β والمستوى المعلوم العام α
3. وأخيرا، نجد النقطة Q كتقاطع بين الخط المعلوم r والخط s الذي حُدد سابقاً. النقطة Q تمثل التقاطع المطلوب بين الخط r والمستوى ألفا.

#### الاجراء في الإسقاط المونجي
1. نمرر بالخط r المستوى الرأسي المساعد β
  1. الأثر الأول t'β للمستوى بيتا ينطبق مع المسقط الأول r1 للخط المعلوم r
2. نحدد خط التقاطع s بتوصيل النقط D و E
  1. نجد نقاط التقاطع D1 و E1 بين t'β والمسقط الأول لخطين (ِA1_B1 و A1_C1) ينتمون لألفا

1. 1. نجد الإسقاط الثاني (D2) للنقطة D كتقاطع بين الخط ِA2_B2 وخط التناظر المار بالنقطة D1
  2. بالمثل, نجد (E2) كتقاطع بين الخط A2_C2 وخط التناظر المار بالنقطة D1.
  3. نصل النقاط E D بينهما, وهكذا نحدد المسقط الثاني s2 لخط التقاطع s بين المستويين β وα
2. وأخيرا، نجد النقطة (Q2) كتقاطع بين (r2) و(s2). المسقط الأول (Q1) للنقطة Q تحدد كتقاطع بين الخط s1 والرأسي المار بالنقطة D1. الإسقاط المونجي (Q2 و Q2) للنقطة Q هو المطلوب.

## معرض صور

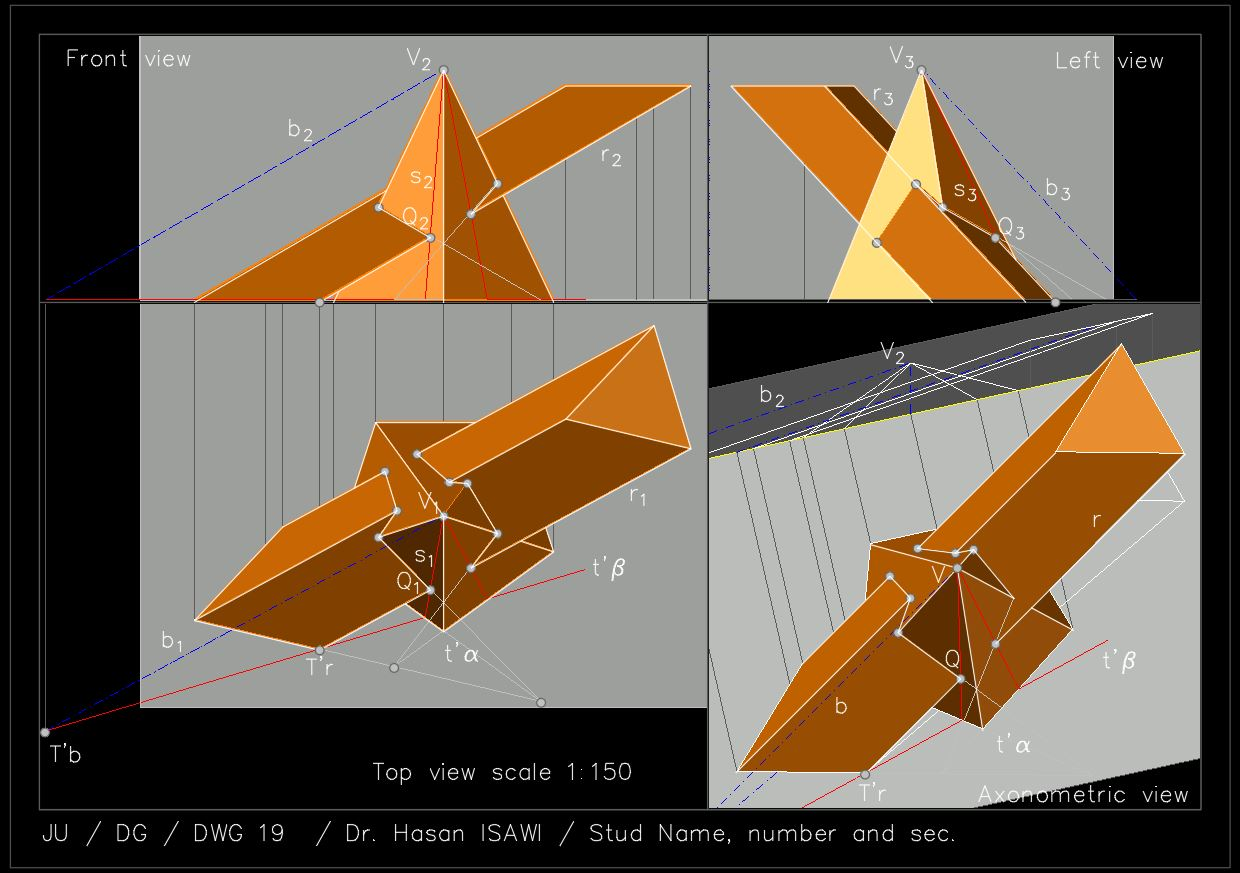
عندما يتقاطع حجمين ، تتقاطع أسطحهما وفقا لخطوط مستقيمة (او منحنية) تنتمي لكلا الحجمين والتي تسمى خطوط التقاطع.
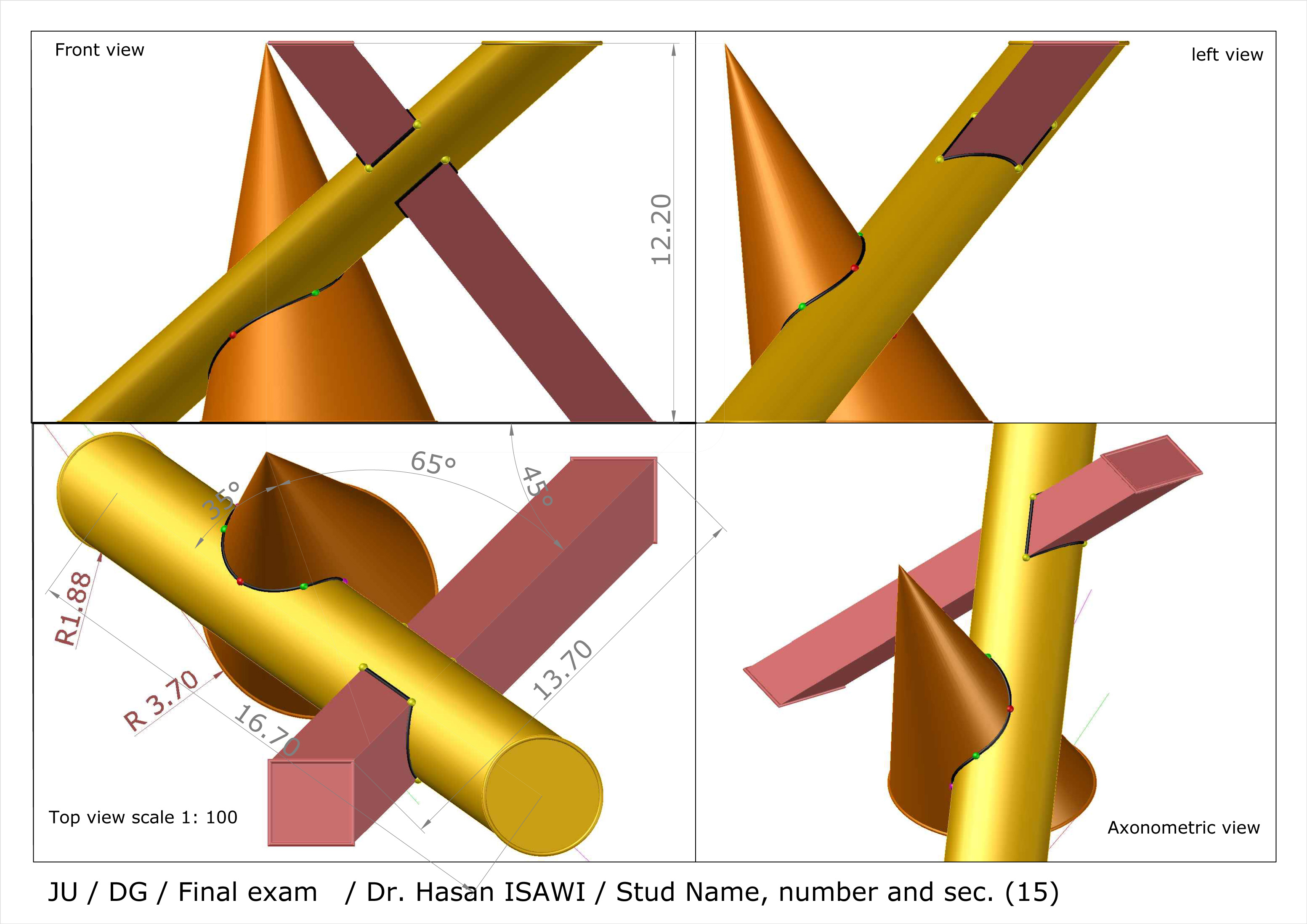
مطلوب: نمذجة الحجوم المعلومة وتحديد التقاطع بينها